# 7773 Kyokuchiken
7773 Kyokuchiken è un asteroide della fascia principale. Scoperto nel 1992, presenta un'orbita caratterizzata da un semiasse maggiore pari a 2,7214195 au e da un'eccentricità di 0,1437949, inclinata di 5,70091° rispetto all'eclittica.